# Mazarin sommarturne 2003
Mazarin sommarturné 2003 — гастрольный тур Пера Гессле по Швеции в поддержку его сольного альбома «Mazarin», который прошёл с 29 июля по 17 августа 2003 года. В сентябре 2003 года было запланировано 3 концерта в клубах Хельсинки, Осло и Копенгагена. По неизвестным причинам последний концерт отменили. По официальным данным тур посетило более 128.000 человек.

## Музыканты
- Пер Гессле — основной вокал, гитара
- Кларенс Эверман — клавишные
- Кристофер Лундквист — гитара, клавиола, бэк-вокал
- Юнас Исакссон — гитара
- Хелена Юсефссон — вокал, бэк-вокал, перкуссия
- Йенс Янссон[швед.] — ударные
- Андерс Херрлин — бас-гитара, бэк-вокал[1]

## Список городов и даты концертов
| Дата        | Сцена                | Город        | Зрители, чел. |
| ----------- | -------------------- | ------------ | ------------- |
| 29 июля     | Brottet              | Хальмстад    | 13 000        |
| 30 июля     | Sofiero slott        | Хельсингборг | 12 000        |
| 1 августа   | Boulognersskogen     | Шёвде        | 8 000         |
| 2 августа   | Rockslottet          | Финспонг     | 8 000         |
| 3 августа   | Fästningsrundan      | Варберг      | 12 000        |
| 5 августа   | Molleplatsen         | Мальмё       | 10 000        |
| 6 августа   | Slottsskogsvallen    | Гётеборг     | 22 000        |
| 8 августа   | Kalmarsundsparken    | Кальмар      | 9 000         |
| 9 августа   | Rådhusparken         | Йёнчёпинг    | 7 000         |
| 10 августа  | Sparregården         | Карлскруна   | 7 000         |
| 12 августа  | Sjöhistoriska museet | Стокгольм    | 17 000        |
| 14 августа  | Park Arena           | Сундсвалль   | 6 000         |
| 15 августа  | Sammilsdal           | Лександ      | 9 000         |
| 16 августа  | Mariebergsskogen     | Карлстад     | 7 000         |
| 17 августа  | Sundbyholms slott    | Эскильстуна  | 10 000        |
| 23 сентября | клуб Rockefeller     | Осло         | ~ 300         |
| 24 сентября | концерт отменен      | Копенгаген   | нет           |
| 25 сентября | рок клуб Tavastia    | Хельсинки    | ~ 200         |

## DVD с живым концертом
По завершении гастролей был выпущен DVD (номер по каталогу 7243-5990409) «En mazarin, älskling?» (Мазарин, догоруша?) (26 ноября 2003 года) с записью концерта в Гётеборге. Однако, на DVD есть моменты, когда во время шоу показывают зрителей, присутствовавших на концертах из других городов.
DVD записан со звуком Dolby Digital 5.1, широкоэкранная версия 16*9, PAL, регион 0.

### Список композиций
1. Kung av sand
2. Vilket håll du än går
3. Gungar
4. Inte tillsamman, inte isär
5. (Hon vill ha) puls
6. På promenad genom stan
7. Timmar av iver
8. Segla på ett moln
9. Flickan i en Cole Porter-sång
10. Jag tror du bär på en stor hemlighet
11. Småstad
12. Smakar på ett regn
13. Tända en sticka till
  - Представление музыкантов
14. Här kommer alla känslorna (på en och samma gång)
15. Födelsedag
16. Spegelboll
17. Juni, juli, augusti
18. Gå & fiska!
19. Om bara du vill
20. Tycker om när du tar på mej
21. Det är över nu
22. Sommartider
23. Billy

### Другой материал
1. Ta en kaka till — Документальный фильм, также доспупный на DVD к ограниченному изданию альбома «Mazarin»;
2. En Mazarin blir till — Короткий документальный фильм о Пере и его друзьях-музыкантах;
3. Mazarin backstage — Пер лично проводит экскурсию за кулисы шоу, берёт интервью у музыкантов;